# Les Affranchis (collection)
Pour les articles homonymes, voir Les Affranchis.

Logo de la collection Les Affranchis

Les Affranchis est une collection littéraire créée en 2010 et dirigée par Claire Debru aux éditions NiL. Elle propose à des auteurs de rédiger la lettre qu'ils n'ont jamais écrite.

## Catalogue
- Annie Ernaux, L'autre fille
- Bruno Tessarech, Vincennes
- Nicolas d'Estienne d'Orves, Je pars à l'entracte
- Linda Lê, A l'enfant que je n'aurai pas
- Romain Slocombe, Monsieur le commandant
- Yves Simon, Un homme ordinaire
- Maxence Caron, L'insolent
- Jonathan Miles (en), Dear American Airlines
- Anne Goscinny, Le bruit des clefs
- Pia Petersen, Instinct primaire
- Giulio Minghini, Tyrannicide
- Nancy Huston, Reine du réel. Lettre à Grisélidis Réal
- Geneviève Brisac, A l'amie des sombres temps. Lettres à Virginia Woolf pour lui donner de nos nouvelles et prendre des siennes
- Tatiana Vialle, Belle-fille

## Prix
- 2011 : Prix Renaudot Poche attribué à A l'enfant que je n'aurai pas de Linda Lê[3].
- 2012 : Prix Nice Baie des Anges attribué à Monsieur le Commandant de Romain Slocombe[4].